# Krötenstein

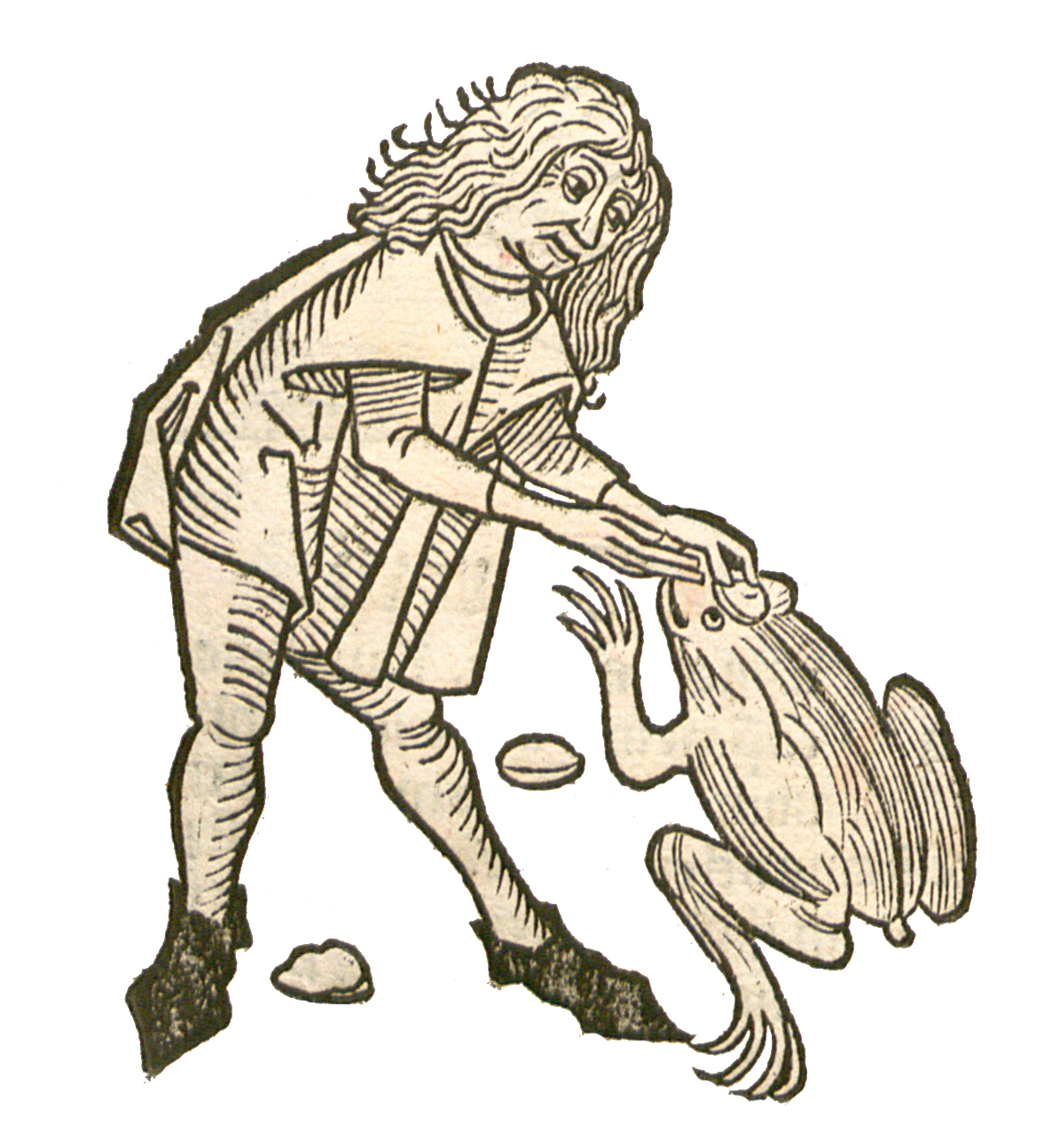
Borax – Krötenstein. Abbildung aus dem Hortus sanitatis Mainz 1491

Krötenstein (genannt auch Borax) wurde ein Konkrement genannt, das im Kopf der Kröte wachsen sollte. Geschluckt und mit dem Stuhlgang wieder ausgeschieden, sollte der Krötenstein den Körper entgiften. Als Ring gefasst oder als Amulett um den Hals getragen, sollte er vor Vergiftung schützen.